# الحلانية
الحلانية بلدة لبنانية في البقاع اللبناني، وهي قضاء بعلبك التابع لمحافظة بعلبك الهرمل. تقع بلدة الحلانية عند الانطلاق من زحلة باتجاه بعلبك على يمين الطريق الدولية، تبعد عن مدينة بعلبك حولي 22 كيلومتراً  وعن العاصمة بيروت حوالي 66 كيلومتراً ، تحدها شرقا بلدة النبي شيت، غربا الطريق الدولية، جنوباً بلدة علي النهري وشمالا بلدة سرعين التحتا.
وضع أول حجر أساس لإنشاء البلدة سنة 1969، تبلغ مساحة أراضيها حوالي 500 دنم، فيما توزعت البيوت والابنية على نصف هذه المساحة. ترتفع بلدة الحلانية عن سطح البحر 900 متر تقريباً.
سكانها الذين قدموا إليها منذ حوالى 46 عاما ما زالت تربطهم «قيود» بالبلدات التي قدموا منها، من مختلف انحاء بعلبك والهرمل وهي: نيحا، حربتا، يونين، حورتعلا، قصرنبا، اللبوة، الفاكهة ... والذين تجمعوا واتفقوا بأن تكون لهم بلدة واحدة، ومن هنا قد ولد اسم هذه البلدة «الحلانية» نسبة ل آل حلاني وهي العائلة الوحيدة التي تسكن البلدة كما يسكن فيها الفنان عاصي الحلاني.
تمتاز بلدة الحلانية بأنها بلدة زراعية بامتياز، تشكل الزراعة العمود الفقري لاقتصادها، حيث يعيش ويعتمد 80 % من سكانها على الزراعة حيث أن أراضيها تزرع بالاشجار المثمرة، وايضا تمتاز اغلب أراضيها بزراعة القمح .